# Leo Duyndam
Léo Duyndam , né le 2 janvier 1948 à Poeldijk et mort le 26 juillet 1990 à Vallauris, est un coureur cycliste néerlandais.

## Biographie
En 1966, Léo Duyndam, âgé de 18 ans, était encore considéré comme trop jeune pour une licence professionnelle par la KNWU, mais à la fin de l'année 1967, il franchit finalement le pas. Dès sa première année, il est sélectionné pour participer au Tour de France dans l'équipe cycliste néerlandaise dirigée par Ab Geldermans. Cependant, une blessure au tendon d'Achille jette un froid et Léo Duyndam est remplacé par Harm Ottenbros. Cette année-là, Duyndam devient champion néerlandais de poursuite, remporte le Tour du Limbourg belge et la première étape de Paris-Nice.
Léo Duyndam remporte 16 courses de six jours dans sa carrière, la plupart avec son compatriote René Pijnen. En 1972, il remporte une étape du Tour de France. Après avoir mis fin à sa carrière à l'âge de 28 ans, il émigre à Tourrettes-sur-Loup, dans le sud de la France, et devient un homme d'affaires. Léo Duyndam meurt à l'âge de 42 ans d'une crise cardiaque dans la piscine près de son domicile.

## Palmarès sur route

### Palmarès amateur
- 1965
  - Paardenmarktronde
- 1966
  - 1re, 4e et 6e étape de l'Olympia's Tour
  - Kersenronde
- 1967
  - Omloop der Kempen
  - 2e étape du Tour de l'Avenir
  - 1re étape du Circuit de Flandre zélandaise
  - 2e du Circuit de Flandre zélandaise 
  - 3e du Zesbergenprijs Harelbeke

### Palmarès professionnel
- 1968
  - Tour du Limbourg
  - 1re étape de Paris-Nice
  - 3e du Trofeo Laigueglia
  - 3e du Circuit des régions fruitières
- 1969
  - 1reb étape de Paris-Nice
  - Circuit des onze villes
- 1970
  - Prologue de Paris-Nice (contre-la-montre par équipes)
  - Tour du Nord-Ouest de la Suisse
  - 2e du Tour de l'Oise
- 1971
  - Flèche des polders
- 1972
  - Maaslandse Pijl
  - Circuit de Neeroeteren
  - 6e étape du Tour de France
  - 3e de la Puivelde Koerse

### Résultats sur les grands tours

#### Tour de France
2 participations
- 1970 : abandon (8e étape)
- 1972 : abandon (7e étape)

#### Tour d'Espagne
1 participation
- 1971 : hors délais (3e étape)

## Palmarès sur piste

### Six jours
- Six jours de Gand : 1968 (avec Peter Post)
- Six jours d'Anvers : 1971 (avec René Pijnen et Peter Post), 1972 (avec René Pijnen et Theofiel Verschueren), 1973 (avec René Pijnen et Gerard Koel)
- Six jours de Francfort : 1972 (avec Jürgen Tschan)
- Six jours de Rotterdam : 1972, 1973 et 1974 (avec René Pijnen), 1975 (avec Gerben Karstens)
- Six jours de Berlin : 1972 (avec René Pijnen)
- Six jours de Londres : 1973 (avec Gerben Karstens)
- Six jours de Munich : 1973 (avec René Pijnen)
- Six jours de Zurich : 1973 (avec Piet de Wit)
- Six jours de Herning : 1974 et 1975 (avec Ole Ritter)
- Six jours de Brême : 1974 (avec René Pijnen)

### Championnats d'Europe
- 1969
  -  Médaillé d'argent de l'américaine
- 1971
  -  Médaillé d'argent de la course derrière derny
- 1973
  -  Champion d'Europe de l'américaine (avec René Pijnen)
- 1974
  -  Médaillé d'argent de l'omnium

### Championnats nationaux
- Champion des Pays-Bas de poursuite en 1968 et 1970
- Champion des Pays-Bas d'omnium en 1974